# 山田靖智
山田靖智（日语：／ Yamada Yasunori），日本男編劇。出身於岐阜縣。有時會以的名義寫作。

## 來歷
小山高生領導的劇本創作團體「Brother Noppo」（動畫劇本屋）畢業生。1992年，以《花的魔法使瑪麗貝爾》（第3話）首次擔任編劇。

## 參加作品

### 電視動畫
1992年
- 花的魔法使瑪麗貝爾（編劇）

1993年
- 卡利麥羅 (1992年版)（編劇）
- 勇者特急隊（編劇）

1994年
- 勇者警察傑德卡（編劇）

1995年
- 秀逗魔導士（編劇）
- 神秘的世界（編劇）
- 黃金勇者合體（編劇）

1996年
- 妖精狩獵者（編劇）
- 勇者指令達古王（編劇）
- 秀逗魔導士NEXT（編劇）

1997年
- 秀逗魔導士TRY（編劇）
- 吸血姬美夕（編劇）
- 妖精狩獵者II（編劇）

1998年
- 失落的宇宙（編劇）
- 羅德斯島戰記 -英雄騎士傳-（編劇）
- 魔術士歐菲（編劇）
- 守護月天！（編劇）

1999年
- 魔術士歐菲 Revenge（編劇）

2000年
- BOYS BE…（編劇）

2001年
- 小小雪精靈（編劇）※名義。
- 刃牙（編劇）

2002年
- 青出於藍（編劇）
- 超齡細公主（編劇）

2003年
- 死體兵（日语：ダイバージェンス・イヴ）（編劇）
- 銀河鐵道物語（編劇）

2004年
- 美崎紀事 ～死體兵～（日语：ダイバージェンス・イヴ）（編劇）
- 光與水的女神（編劇）

2005年
- 甲賀忍法帖（編劇）
- 我們的仙境 ～Heartful days（編劇）
- 漫畫派對Revolution（首席編劇、編劇）※第5話以降。
- 增血鬼果林[1]（編劇）
- 動物橫町（編劇）
- 天使心（編劇）

2006年
- 聲優白皮書（編劇）
- 妖逆門（編劇）
- 嬌蠻之吻 Cool×Sweet[2]（編劇）
- 銀河鐵道物語 ～通向永遠的分歧點～（編劇）
- 奏光之Strain（編劇）

2007年
- Venus Versus Virus（編劇）
- 爆丸（編劇）
- 偶像大師 XENOGLOSSIA（編劇）
- 天翔少女（編劇）

2008年
- 光速大冒險PIPOPA（編劇）
- 秀逗魔導士REVOLUTION（編劇）
- 夜櫻四重奏（編劇）

2009年
- 秀逗魔導士EVOLUTION-R（編劇）
- 魔力充電娘（編劇）

2010年
- 大小姐×執事！（編劇）
- 爆丸2 大爆破（編劇）
- 更多出包王女（編劇）
- FORTUNE ARTERIAL 赤之約束（編劇）
- 旋風四驅王（編劇）

2011年
- 爆丸3 狩獵保衛者（編劇）
- 魔乳秘劍帖（編劇）
- R-15（編劇）
- 魔劍姬！（編劇）

2013年
- 問題兒童都來自異世界？（編劇）
- 科學超電磁砲S（編劇）
- 襲來！美少女邪神W（編劇）

2014年
- 魔劍姬！通（編劇）

2015年
- 絕對雙刃（編劇）
- Battle Spirits 烈火魂（編劇）
- 車神超激戰（編劇）
- 新妹魔王的契約者 BURST（編劇）

2016年
- Battle Spirits Double Drive（編劇）
- 雙星之陰陽師（編劇）
- 魔裝學園H×H（編劇）

2017年
- 妖怪公寓的優雅日常（編劇）※名義。
- 我的女友是個過度認真的處女bitch（編劇）

2018年
- 音樂少女（編劇）

2019年
- 我不是說了能力要平均值嗎？（編劇）

2020年
- 宇崎學妹想要玩！（編劇）

2021年
- WIXOSS DIVA(A)LIVE（日语：WIXOSS DIVA(A)LIVE）（編劇）

2022年
- 鬼褲衩（編劇）

2023年
- 機戰少女Alice Expansion（編劇）
- 超超超超超喜歡你的100個女朋友（劇本）

2024年
- 夢想成為魔法少女（編劇）
- 鹿乃子乃子乃子虎視眈眈（編劇）

2025年
- 我與尼特女忍者的莫名同居生活（編劇）
- 魔法製造者～異世界魔法的製作方法～（編劇）
- 神統記（編劇）
- 遊樂場少女的異文化交流[3]（編劇）
- Summer Pockets（編劇）

### 電影動畫
2010年
- Junod（日语：ジュノー (アニメ映画)）（編劇）

### OVA
2011年
- 死囚樂園（編劇）

2018年
- 新妹魔王的契約者 DEPARTURES（編劇）

### 網路動畫
2019年
- 鋼彈創戰潛行者Re:RISE（編劇）

## 相關項目
- 日本動畫師列表（日语：アニメ関係者一覧）